# 米洛拉德·科萨诺维奇
米洛拉德·科萨诺维奇（Milorad Kosanović），1951年1月4日—）是一名塞尔维亚退役足球运动员、足球教练。他在球员时期并没有取得过突出的个人成就，但作为教练，他在中国的执教经历却十分成功。

## 简介
1983年，当时32岁的科萨诺维奇首次当上主教练，执教南斯拉夫的诺维萨德队。1987年执教另一支南斯拉夫球队费伊弗蒂纳。1996年，科萨诺维奇首次成为国家队主教练执教马耳他国家队。1997年，科萨诺维奇成为贝尔格莱德红星的主教练。
1999年夏天，科萨诺维奇接受当时的南斯拉夫国家队主教练波斯科夫的建议，首次到中国执教並与武汉红桃K签了半年合同，但武汉队最终仍不幸绛级。不过这次执教却得到另一支中国球队大连实德的青睐。
2000-2004年科萨诺维奇成为大连实德主教练，为大连实德带来了号称“中超第一外援”的扬戈维奇，其中在2000-2002年三个赛季他为大连实德赢得3座甲A联赛冠军、2个中国超霸杯冠军、1次亚优杯亚军及1次A3联赛亚军。他率领大连实德完成甲A联赛三连冠的伟业，同时科萨诺维奇也是中国职业足球史上首位率队夺得联赛三连冠的主教练。2004年科萨诺维奇中途离开大连实德，回国执教塞黑U21国家队。
2007年科萨诺维奇再次成为贝尔格莱德红星主教练，并率队参加了欧洲冠军联赛。
2008年大连实德成绩滑落至历史最低谷沦为保级球队，科萨诺维奇再次出任主教练，最终帮助大连实德成功保级。
2010年5月8日，陕西浐灞召开新闻发布会，正式宣布接受主教练朱广沪的辞呈，同时任命科萨诺维奇为陕西队的新任主教练。
2011年7月18日，科萨诺维奇正式从陕西队下课。

## 外部連結
- 科萨简历:建立实德王朝 红星大帅熟悉中国足球 （页面存档备份，存于）
- 大战前夜陕西宣布朱广沪辞职 科萨挂帅浐霸 （页面存档备份，存于）